# ヴァンヂャケット
株式会社ヴァンヂャケット（VAN JACKET INC.）は、日本のアパレル企業。
1960年代から1970年代にかけて一世を風靡した。1950年代よりアメリカンカルチャーを取り入れ日本にアメリカントラディショナルスタイルを浸透させた。60年代には「アイビールック」や「みゆき族」など流行を作り、T.P.O. (Time Place Occasion)という言葉で、着こなしや時々のルール等、スタイル全般をイノベーションしメンズファッションとライフスタイルの文化を築いた。

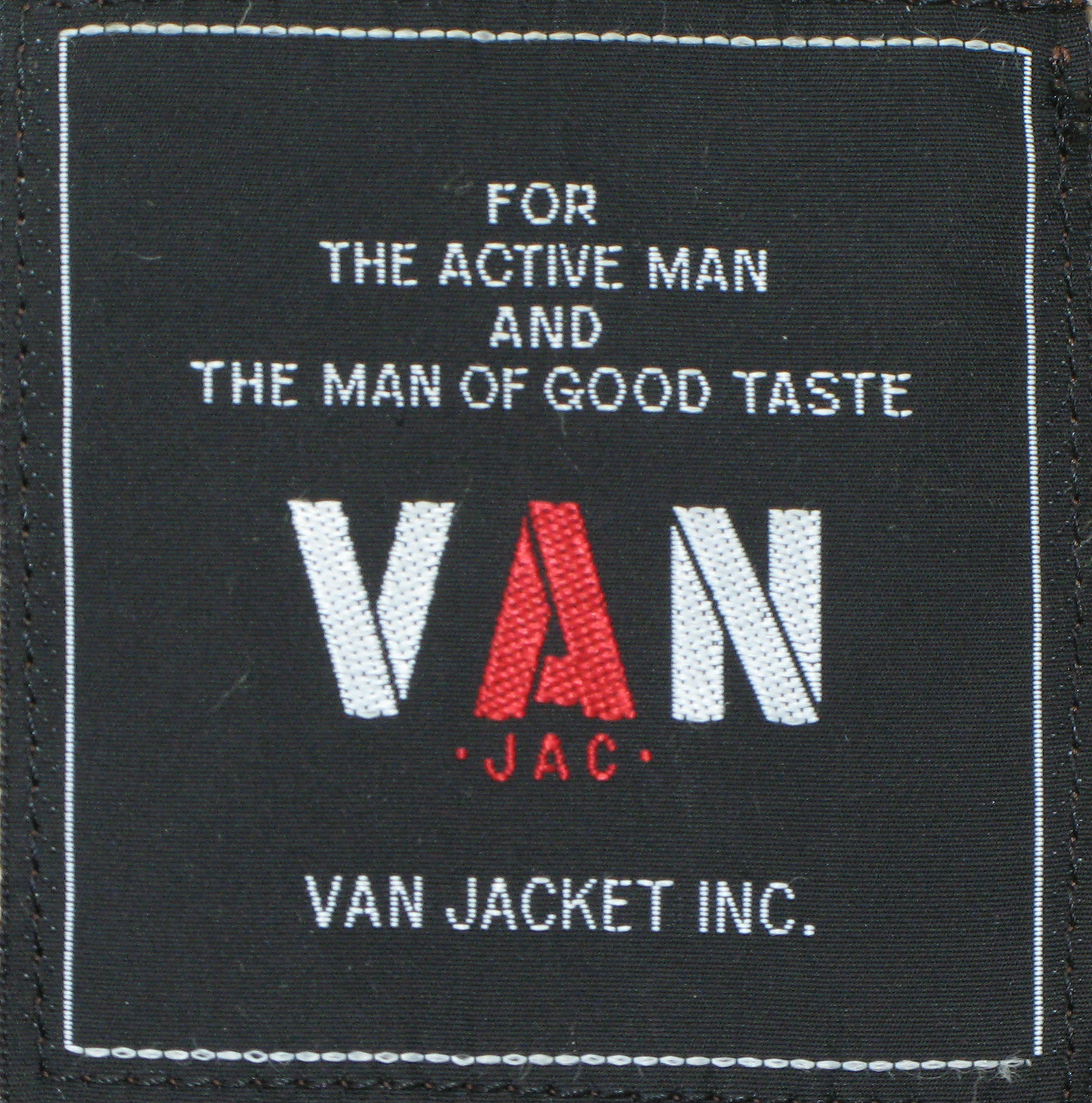
1970年頃のブランドタグ（ステンカラーコートに縫製品）

## 概要
石津謙介が大阪市南区で創業した企業である。ニュー・イングランド風のファッションを、アメリカ東海岸名門大学グループ「アイビーリーグ」にちなんで「アイビー」と呼んだが、このアイビー・ファッションをVANブランドとして打ち出し、急成長を遂げた。
アイビーは、1960年代に東京・みゆき通りに集まる流行に敏感な若者、総称して「みゆき族」の間にも流行した。
みゆき族の間では、ヴァンヂャケット社のブランド「VAN」の紙袋を持つことさえおしゃれであるとされ、「VAN」はその後、日本のファッションシーンの最先端を走り続けた。アイビーファッションの信望者の中では、神様的扱いのブランドであった。1970年代に至っても愛好者はいたようであり、また、1つのジャンルを形成していた。
青山に本社ビルを構え、企業内クラブとしてアメリカンフットボールのチーム「VANGUARDS」を持つなど、当時時代の最先端を行く企業として若者の間の人気は高かった。
1975年2月期の決算で452億円の売り上げを計上したのをピークに業績が急激に悪化。丸紅、三菱商事などの商社、東洋紡、鐘紡などの素材メーカーに人材、金融面での支援を仰いだが、オイルショックを背景にした不況、アパレル業界の競争激化、新しい客層をつかむことに失敗したことなどが重なり、1978年（昭和53年）4月6日、会社更生法を申請して事実上倒産。負債額は約500億円。

## 沿革
- 1948年 - 会社設立
- 1951年 - 石津謙介がVANの前身である石津商店を大阪市南区で創業。アイビー・ファッションを打ち出す。
- 1954年 - VANブランド登場。
- 1963年 - Kentブランド登場。
- 1964年 - 8月1日 日本橋から北青山へ本社移転
- 1964年 - 9月12日　みゆき族が銀座に登場 所轄の築地警察署によってみゆき族への一斉取り締まり
- 1965年 - 「TAKE IVY」キャンペーン実施。月星と組んでVANスニーカー発売。
- 1966年 - 「MAN MAKING VAN」キャンペーン実施。銀座にレストラン「VANスナック」開店。
- 1966年 - ヨーロピアンテイストのMr.VANブランド登場。
- 1967年 - 春夏「CAPECOD SPIRITS」秋冬「DISCOVER AMERICA」キャンペーン実施。
- 1968年 - 春夏「ADVENTURE」秋冬「CASUAL-UP」キャンペーン実施。
- 1969年 - 春夏「COOL RIDER」秋冬「THE WEEK ENDER」キャンペーン実施。
- 1969年10月1日 - 株式会社アルフレックス・ジャパン設立。
- 1970年 - 企業ポリシーに「 GLOBAL EYE」を掲げる。
- 1971年 - 71年～72年にかけて「COME ON SPORTS MAN」キャンペーン実施。
- 1971年10月4日 - 株式会社ヴァンヂャケットが出資して、株式会社ラングラー・ジャパン設立。
- 1972年 - 6月12日-6月25日に「BLUE DOT」キャンペーン実施。
- 1972年 - 青山のランドマークとなるVAN TOWN AOYAMA広告塔が完成
- 1972年 - 「 VAN99ホール」が内包された「VAN 356ビル」完成
- 1973年 - 「SPORTS COMMUNICATION」キャンペーン実施。
- 1974年 - 「WE LOVE SPORTS」キャンペーン実施。
- 1975年 - 秋冬「MY WOODY COUNTRY」キャンペーン実施。
- 1976年 - ヘビーデューティブランド「SCENE」登場
- 1978年4月 - （旧）株式会社ヴァンヂャケットは、会社更生法の適用を申請し、事実上の倒産。
- 1978年10月12日 - （旧）株式会社ヴァンヂャケットは、東京地方裁判所より破産宣告を受ける。
- 1978年4月 - 社員OB等で構成されたPX組合が、破産管財人の許可の下、在庫品の販売を継続する。
- 1980年12月3日 - 株式会社ヴァンヂャケット新社を設立し、（旧）株式会社ヴァンヂャケットが保有する商標権などの知的財産権を承継。
- 1981年3月25日 - 株式会社ヴァンヂャケット新社が（新）株式会社ヴァンヂャケットに商号変更。社員OB等の尽力により再建。但し創業者は経営に主力として携わらず。
- 1983年 - 「BRAND NEW」キャンペーン実施。
- 1988年 - 「Everlasting Traditional Collection」キャンペーン実施。
- 1990年 - 「NANTUCKET ISLAND」キャンペーン実施。
- 2001年12月 - 伊藤忠商事やバイスコーポレーションなどの出資により、株式会社ベルソンジャパンが設立される。
- 2002年9月 - 株式会社ベルソンジャパンによる独自商品のライセンス生産及び「VANファミリーショップ」での販売開始
- 2007年 - ユナイテッドアローズが運営する「Liquor,woman&tears」とコラボレーションアイテムを制作。
- 2009年 - eＹe JUNYA WATANABE COMME des GARCONS MANとコラボレーションアイテムを制作。
- 2013年 - ハリウッドランチマーケットとコラボレーションアイテムを制作。
- 2013年 - eＹe JUNYA WATANABE COMME des GARCONS MANとコラボレーションアイテムを制作。
- 2018年 - SON OF THE CHEESEとコラボレーションアイテムを制作。
- 2019年 - VAN × orSlow x freak's storeとコラボレーションアイテムを制作。

## 歴史

### 60年代
50年代は紳士服を中心とし、スーツをメインとしたブランドだったが、60年代に入り、アメリカのアイビーへとシフトした。その象徴となるのが、1965年に発刊された「TAKE IVY」という写真集。総勢8名のスタッフが、アメリカの東海岸の8校からなる名門私立大学を総称したアイビーリーグ校へ行き、本場のアイビーリーガーを撮影し映画と本に収めた。
TAKE IVYに続き、アメリカの北東部のリゾート地をテーマにした「CAPE COD」や「DISCOVER AMERICA」などシーズン毎にテーマを設け、若者に良きアメリカを伝えていった。

### 70年代
1970年には＜どんな時、どんな場所でもどんな人にも語りかけるグローバルな服を多彩に創造していく＞というキャッチコピーと共に企業ポリシーに「GLOBAL EYE」を掲げ、各国で撮影されたビジュアルが残されている。
1971年～72年の2年間に渡り展開されたキャンペーン「Come on Sportsman!」、73年「SPORTS COMMUNICATION」、74年「We Love Sports」と70年代前半は、スポーツにぶつかっていく男にスポットをあて、「週に一日はスポーツを！」という合言葉と共に＜明るく、活発で健康的＞というVANのイメージを強くアピールしたキャンペーンが開催された。
青山に本社を建て一帯をVAN TOWN青山と名付け、関連のブランドが点在していた。
丸紅と組み、あらゆる分野に進出、20以上の自社ブランドのほか、海外ブランドともライセンス契約を結び、インテリアショップ、花屋、劇場まで経営した。1971年に98億円だった収益は1975年には425億円となったが、1976年に売り上げが落ち込み、1978年に倒産した。倒産を悼み、雑誌の『POPEYE』は、「VANが先生だった」と題したVANの特集号（1978年6月10日号）を出版、約22万部が売れた。

### 80年代以降
1988年「EVERLASTING TRADITIONAL COLLECTION」では、アイビーリーグ校を再訪し各校の風景が撮影され、1990年「NANTUCKET ISLAND」と改めて創業当時の良きアメリカを表現するテーマが掲げられた。
2008年にアメリカのファッション系ブログにVANの1965年の写真集『Take Ivy』が掲載され拡散されたことをきっかけに、2010年にブルックリンの出版社から英語版が刊行され、世界で5万部を販売した。ラルフ・ローレンやJクルーなどの店頭に飾られ、ネオ・アイビー・スタイルとして雑誌などでも話題になった。

## VAN99HALL
1972年9月9日オープン。ちょうどVANの絶頂期、「利益の還元」をうたい文句につくられた自主企画・自主運営の劇場。
当初は企業内の「講堂」の発想もあったが、宣伝部の中に専門の運営スタッフを置くことになり、自主企画・自主運営の道を歩き、短い期間ではあったが様々な文化的な実績を残すことになった。
石津謙介自身がホールの名前を命名、関連企業のアルフレックスの設計部が設計した。99席、入場料金が99円というのが当初のコンセプトであった。

## VANファミリーショップ
かつて存在していた株式会社ベルソンジャパンが、株式会社ヴァンヂャケットのライセンス提供（タグの表記は「LICENSED BY KENT JAPAN INC.」）を受け、2001年12月より運営していたファミリー層向けのショップブランド。
一世を風靡していた当時は、価格が高くて手が届かないながらも憧れを抱き続けていた世代を狙って、ユニクロ並みの廉価な価格で、VANの定番商品のコピーや、そのテイストを残してデザインされた商品が提供されていた。
そのため、路面店は旗艦店である多の津店ほか数店のみで、基本的にはダイエー、イオン、イトーヨーカ堂などのGMS内のインショップ展開を中心に店舗数拡大を全国にて行っていた。
しかし、販売されていた商品のほとんどが、中国で生産され、適切な品質管理を行わなかったため、「安かろう悪かろう」の評判が広まってしまった。また、従業員教育も粗雑だったため、しだいに店舗ごとの売上高は減少していった。さらに、むやみな店舗数拡大が会社経営を圧迫し、2006年3月に、株式会社ベルソンジャパンは突然倒産した。そのため、全国の全49店舗は即日閉鎖に追い込まれた。
なお、ヴァンヂャケット公式サイトにおいて発表されたとおり、株式会社ベルソンジャパンは株式会社ヴァンヂャケットとライセンシー契約を結んでいただけであり、株式会社ヴァンヂャケットとは直接的な資本関係などはない。